# 塚本勝俊
塚本 勝俊（つかもと かつとし）は、日本の情報通信工学者。大阪工業大学名誉教授・情報科学部元学部長。工学博士（大阪大学）。日本学術会議電気電子工学委員会URSI分科会エレクトロニクス・フォトニクス小委員会委員。情報通信学会(JSICR)関西センター委員会2016副委員長。枚方市情報公開・個人情報保護審議会会長。
専門は、情報通信工学、光無線・光電波通信（特に、RoF/DRoF）、情報ネットワーク工学。

## 経歴
1984年大阪大学大学院工学研究科修士課程修了。同年、シャープに入社し、光通信システムの研究開発に従事。1988年大阪大学大学院工学研究科助手、1995年工学博士（大阪大学）。同大学院講師・准教授を経て、2012年大阪工業大学情報科学部情報ネットワーク学科教授として着任。2021年情報科学部学部長。2025年大阪工業大学名誉教授。
大阪工業大学情報科学部において、特に情報通信工学・情報ネットワーク工学の研究・育成に貢献した。また、2025年4月新設の実世界情報学科および国内最大級のデジタルトランスフォーメーション(DX)大規模実証実験施設の「DXフィールド」準備委員長として同学部のDX教育推進を牽引した。
主な所属学会は、電子情報通信学会、国際光工学会(SPIE)、IEEE、映像情報メディア学会など。主な受賞は、電子情報通信学会論文賞(1996)・業績賞(2005)、テレコムシステム技術賞(1994)など。
主な著書は、マイクロ波フォトニクス技術（共著、電子情報通信学会2001、学会誌）、現代電子情報通信選書「知識の森」 無線通信の基礎技術 －ディジタル化からブロードバンド化へ（共著、オーム社2014）。

## 主な研究
- 光電波融合通信技術を用いたモバイルバックホールネットワークに関する研究
- 宇宙光通信方式に関する研究
- IoTのためのユニバーサルネットワーク基盤のハードウエア／ソフトウエアを用いた実験的研究
- ドローンや移動体を用いたDTNに関する研究
- セキュリティ技術を適用した情報ハイディング照明光通信に関する研究
- ワイヤレスクラウド時代のネットワーク中立性：トラヒック混雑問題とオフロード率ガイドライン - マレーシア工科大学・奈良先端科学技術大学院大学との共同研究(2012)[10]
- ミリ波デジタルRadio-on-Radioによる周波数有効利用技術の研究開発 - 総務省戦略的情報通信研究開発推進事業SCOPEに採択(2013)[11]
- ハイブリッド無線アクセスネットワークにおけるワイヤレスエージェントに関する研究(2010-2013) - KDDI財団より研究奨励金対象に選定[12]。

情報科学の対外啓蒙活動については、大阪工業大学情報科学部学部長として、タマサート大学シリントーン国際工学部との国際PBLプログラム2021のオープニングセレモニや、ハサヌディン大学との国際交流の意見交換(2023)も行うなど、海外大学との交流推進を行っている。